# Роговые кораллы
Роговы́е кора́ллы, или горгона́рии, или горго́новые кора́ллы (лат. Gorgonaria), — парафилетическая группа восьмилучевых кораллов (Octocorallia), ранее рассматривавшаяся в ранге отряда. Около 1200 видов. Обитают во всех морях, преимущественно на мелководье и на средней глубине в тропической зоне Атлантического, Индийского и Тихого океанов. Некоторые виды являются объектом промысла. Внутренний скелет представителей образован известковыми спикулами или концентрическими слоями белка-коллагена — горгонина.